# Estrecho de Sumba

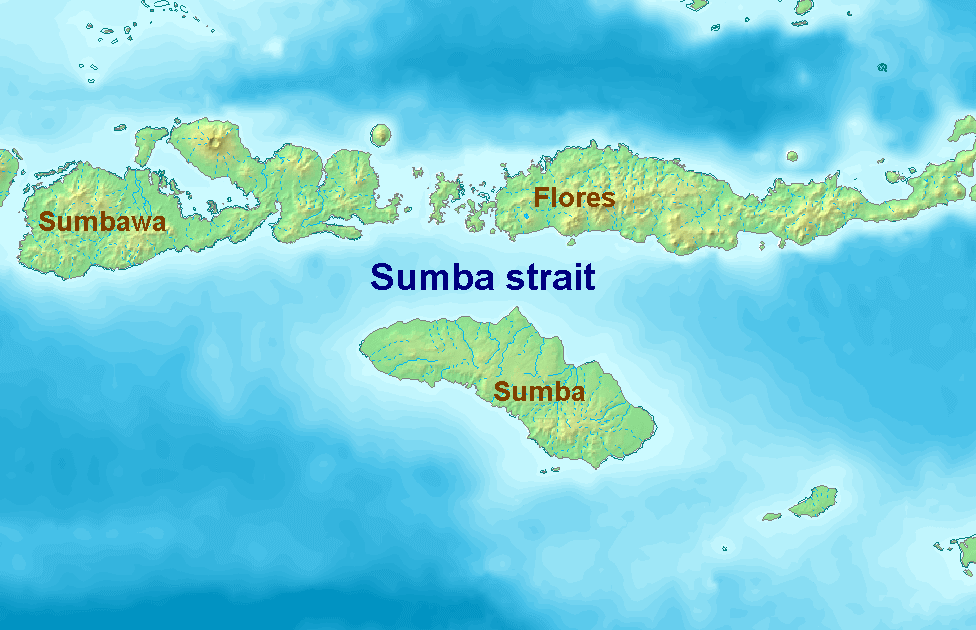
Localización del Estrecho de Sumba.

El Estrecho de Sumba (en indonesio: Selat Sumba) es un brazo de mar que separa la isla de Sumba de las islas mayores de Sumbawa y Flores y otras menores como Komodo y Rinca, en Indonesia. El estrecho une el Mar de Savu con el Océano Índico, y tiene un longitud de cerca de 280 km, con una anchura que oscila entre los 48 y 88 km. Es un importante recorrido de navegación seguido por muchas rutas comerciales en el sudeste asiático.
Antes de la independencia de Indonesia se conocía como el Estrecho de Sandalwood.